# Lambula orbonella
Lambula orbonella är en fjärilsart som beskrevs av George Francis Hampson 1900. Lambula orbonella ingår i släktet Lambula och familjen björnspinnare. Inga underarter finns listade i Catalogue of Life.